# Allan (Franciaország)
Allan település Franciaországban, Drôme megyében. Lakosainak száma 1927 fő (2022. január 1.). Allan Montélimar, Châteauneuf-du-Rhône, Espeluche, Malataverne, Montjoyer, Réauville és Roussas községekkel határos.

## Népesség
A település népességének változása:
| Lakosok száma | 662  | 1145 | 1249 | 1570 | 1629 | 1685 | 1727 | 1791 | 1824 | 1927 |
|               | 1968 | 1982 | 1990 | 2006 | 2013 | 2015 | 2017 | 2019 | 2020 | 2022 |